# Поляна (Чернівецький район)
Поля́на — село в Україні, у Тарашанській сільській громаді Чернівецького району Чернівецької області.

## Географія
Через село тече річка Молниця, ліва притока Серету.

## Історія
Перші засновники поселення збудували дерев'яну церкву у 1618 році в дубинці: викорчувавши для цього дерева і розчистили невелику поляну. Із свідчень старожилів стіни будівлі викладені із дубових колод, під вівтар церкви пристосували великий дубовий пеньок з корінням. Церква отримала ім'я Святого Михайла, є історичним пам'ятником із збереженими старовинними іконами.
Зображення церкви на гербі стилізовано символізує заснування поселення, мешканці якого споруджували свої оселі навколо церкви. Дата заснування села збігається з датою будови церкви -1618 рік.
З 24 серпня 1991 року село входить до складу незалежної України.

## Світлини

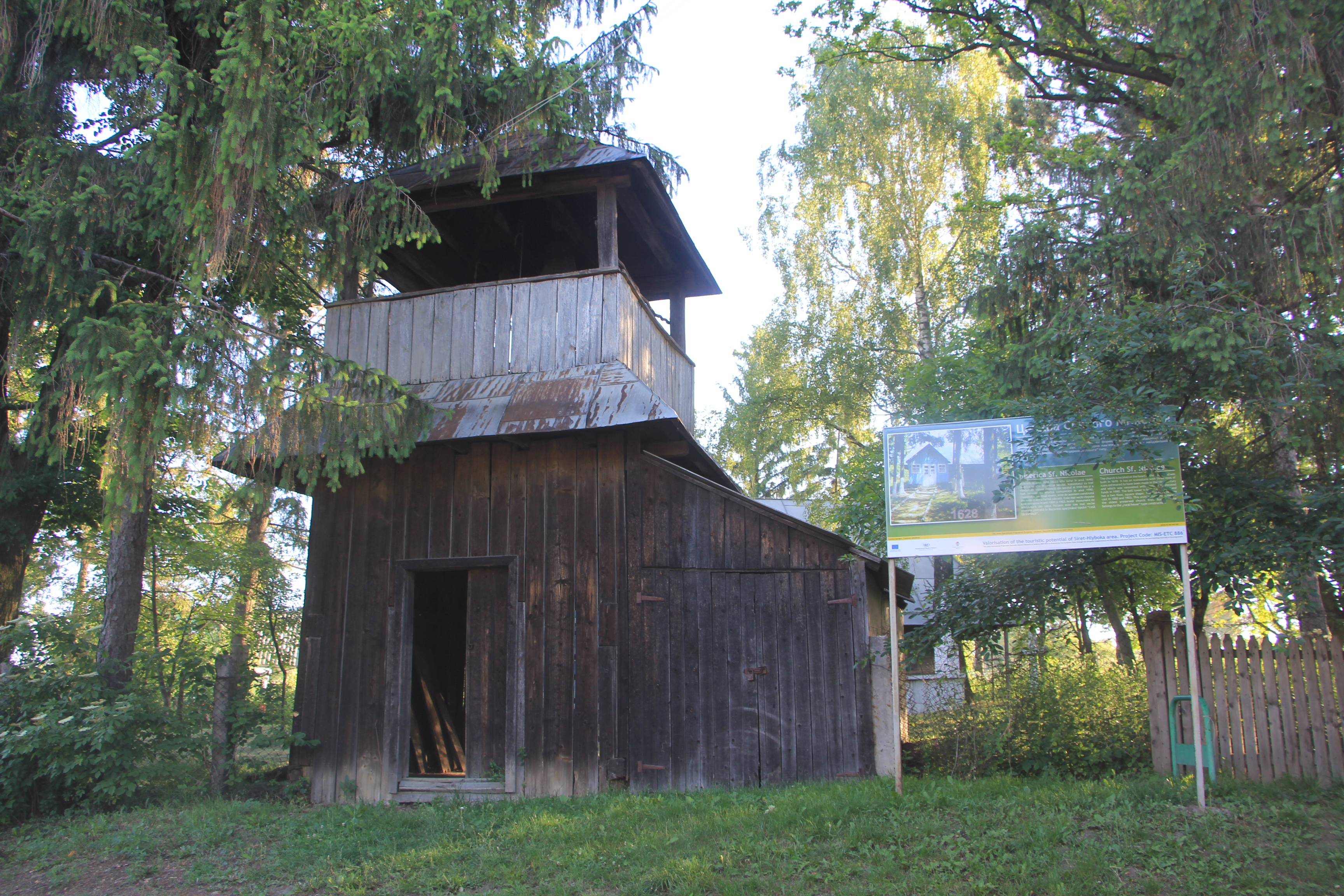
Дерев'яна церква Св. Миколи 1618 с. Поляна
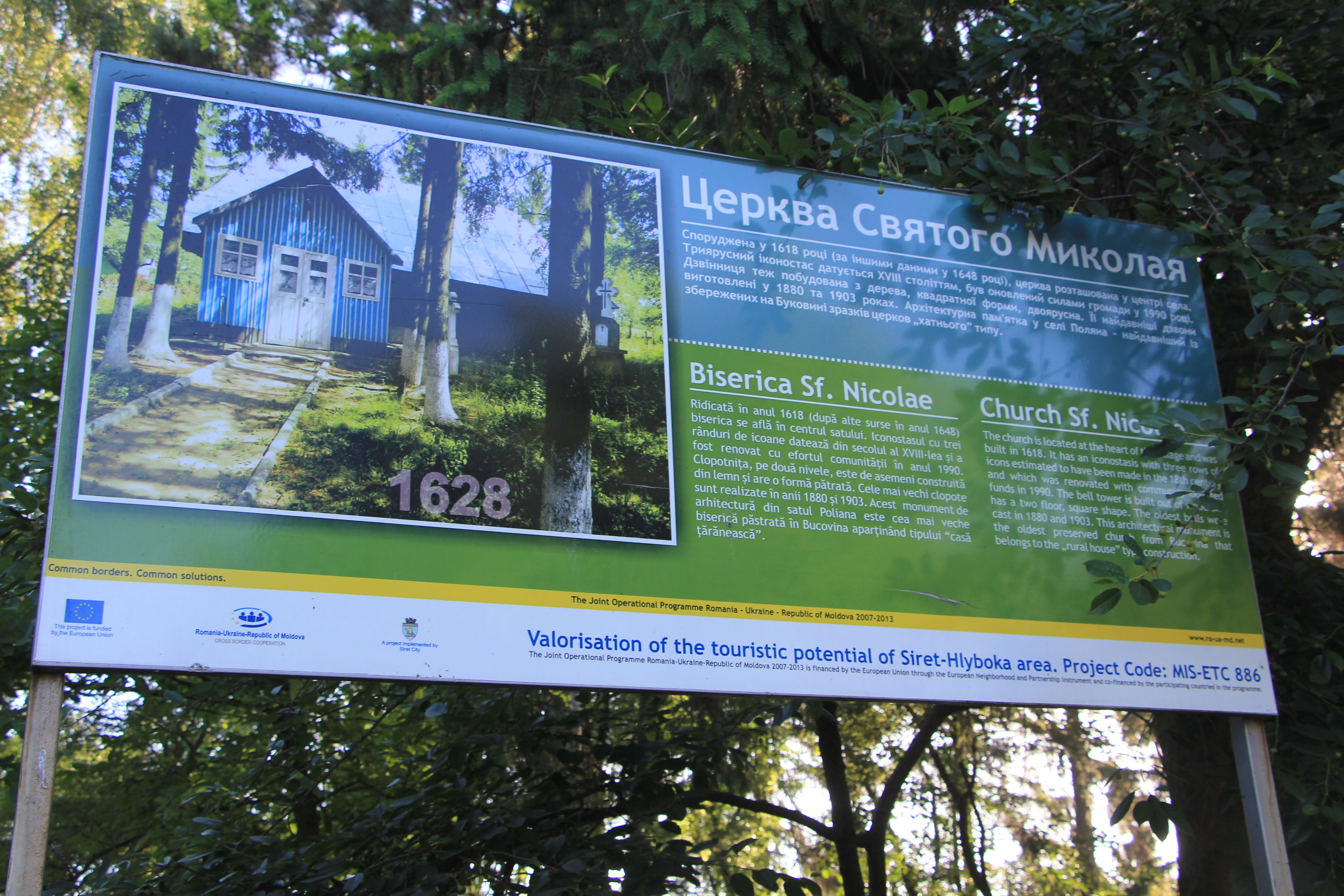
Дерев'яна церква Св. Миколи 1618 с. Поляна
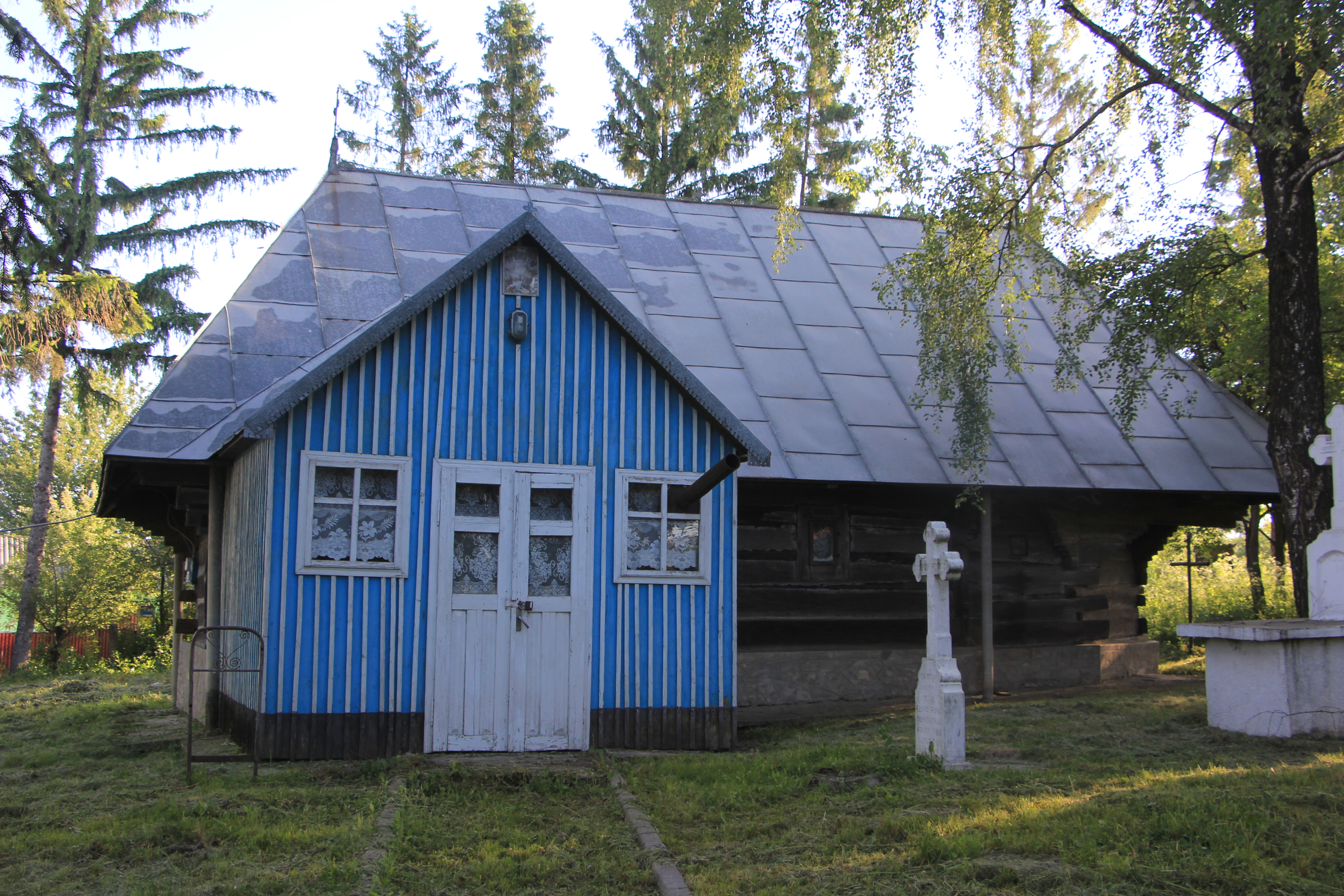
Дерев'яна церква Св. Миколи 1618 с. Поляна